# Kerebilachi, Channagiri
Kerebilachi là một làng thuộc tehsil Channagiri, huyện Davanagere, bang Karnataka, Ấn Độ.